# Bequimão
Bequimão é um município brasileiro do estado do Maranhão. Sua população estimada em 2010 era de 20 339 habitantes.

## História
Os primitivos habitantes do povoado foram os indígenas, seguido pelos colonizadores portugueses que se faziam acompanhar de escravos. Por iniciativa de Antônio Rodrigues, foi doada uma área para construção de uma capela dedicada a Santo Antônio, tendo a Freguesia recebido o nome de Santo Antôno e Almas.
O solo fértil atraiu novos moradores, promovendo o seu desenvolvimento, fazendo com que os habitantes se organizassem em busca da emancipação. Tendo à frente o capitão José Mariano Gomes de Castro e Holfênio João Cantanhedo obtiveram êxito e, em 1923, criou-se o município, com a denominação de Godofredo Viana, então Governador do Estado. Em 1930, o topônimo foi alterado para Bequimão. Em 1931, perdeu sua autonomia, restaurada quatro anos depois. 
Distrito criado com a denominação de Santo Antônio e Almas, pela Provisão Regia de 07/11/1805. Subordinado ao município de Alcântara. Em divisão administrativa referente ao ano de 1911, o distrito de Santo Antônio e Almas figura no município de Alcântara. Elevado à categoria de município com a denominação de Santo Antônio e Almas, pela Lei Estadual nº 801, de 21/04/1918, desmembrado de Alcântara, sede no antigo distrito de Santo Antônio e Almas, constituído do distrito sede.
Pelo decreto estadual de 31/12/1923, o município Santo Antônio e Almas passou a denominar-se Godofredo Viana e também pelo decreto estadual nº 7, de 24/11/1930, o município já denominado Godofredo Viana passou a denominar-se Bequimão. Pelo decreto estadual nº 75, de 22/04/1931, é extinto o município de Bequimão, sendo seu território anexado ao município de Alcântara. Em divisão administrativa referente ao ano de 1933, o distrito já denominado Bequimão figura no município de Alcântara. Elevado novamente à categoria de município com a denominação de Bequimão, pelo decreto estadual nº 855, de 19/06/1935, desmembrado de Alcântara. Sede no antigo distrito de Bequimão. Constituído do distrito sede. Não temos datada de instalação.
Em divisões territoriais datadas de 31-XII-1936 e 31-XII-1937, o município é constituído do distrito sede. No quadro fixado para vigorar no período de 1944-1948, o município é constituído do distrito sede. Em divisão territorial datada de 1-VII-1960, o município permanece constituído do distrito sede. Assim permanecendo em divisão territorial datada de 2005.
Alterações toponímicas municipais: Santo Antônio e Almas para Godofredo Viana alterado, por decreto estadual de 31/12/1923 e, de Godofredo Viana para Bequimão, foi alterado pelo decreto estadual nº 7, de 24/11/1930.

## Geografia
A área territorial do município de Bequimão era de 790,222 quilômetros quadrados, o que o coloca na posição 122 dentre as 217 cidades do estado do Maranhão.
Demografia
De acordo com o censo populacional de 2022, a população do município de Bequimão era de 19.584 habitantes e a densidade demográfica era de 24,78 habitantes por quilômetro quadrado. Comparando-se com outros municípios do estado do Maranhão, ficava nas posições 90 e 73 de 217. A estimativa populacional para 2024 era de 19.983 pessoas.
Economia
Em 2021, o PIB per capita do município de Bequimão era de R$ 6.480,26. Comparando-se com outros municípios do estado do Maranhão, ficava na posição 207 de 217. Já o percentual de receitas externas em 2023 era de 97,11%, o que o colocava na posição 11 dentre as 217 do Estado.
| Salário médio mensal dos trabalhadores formais [2022]                                             | 1,7 salários mínimos |
| Pessoal ocupado [2022]                                                                            | 1.814 pessoas        |
| População ocupada [2022]                                                                          | 9,26 %               |
| Percentual da população com rendimento nominal mensal per capita de até 1/2 salário mínimo [2010] | 57,5 %               |

Fonte: IBGE
Educação
Em 2010, a taxa de escolarização de 6 a 14 anos de idade do município de Bequimão era de 95,7%. Comparando-se com outros municípios do estado do Maranhão, ficava na posição 158 de 217. Já o Índice de Desenvolvimento da Educação Básica (IDEB), no ano de 2023, para os anos iniciais do ensino fundamental na rede pública era 4,2 e para os anos finais, 3,8.
| Taxa de escolarização de 6 a 14 anos de idade [2010]             | 95,7 %           |
| IDEB – Anos iniciais do ensino fundamental (Rede pública) [2023] | 4,2              |
| IDEB – Anos finais do ensino fundamental (Rede pública) [2023]   | 3,8              |
| Matrículas no ensino fundamental [2023]                          | 2.551 matrículas |
| Matrículas no ensino médio [2023]                                | 788 matrículas   |
| Docentes no ensino fundamental [2023]                            | 210 docentes     |
| Docentes no ensino médio [2023]                                  | 54 docentes      |
| Número de estabelecimentos de ensino fundamental [2023]          | 25 escolas       |
| Número de estabelecimentos de ensino médio [2023]                | 3 escolas        |

Fonte: IBGE
Meio Ambiente

O bioma predominante no município de Bequimão é o amazônico. Em 2010, a cidade contava com 5,3% de domicílios com esgotamento sanitário adequado, além de 16,2% de domicílios urbanos em vias públicas com arborização e 4,7% de domicílios urbanos em vias públicas com urbanização adequada.